# Schloss Oberstein
Das Schloss Oberstein, im Volksmund auch „Neues Schloss“ genannt, ist eigentlich eine mittelalterliche Höhenburg, die sich über dem oberen Stadtteil Oberstein von Idar-Oberstein im Landkreis Birkenfeld im Hunsrück befindet.

## Lage
Das Schloss Oberstein liegt westlich von dem „Kirchenfelsen“, einem schroffen Felsenriff über einer Felsenkirche, der bekannten Felsenkapelle von Idar-Oberstein, über dem Nahetal neben der Ruine Burg Bosselstein.

## Geschichte
Im Jahr 1320 wurde Schloss Oberstein erbaut und 1330 erstmals urkundlich erwähnt als „das Haus über dem Haus zum Steine“, womit die alte Burg Bosselstein gemeint war. Auf dem Bosselstein hatten die ursprünglichen Herren von Oberstein ihren Stammsitz, allerdings sollen sie zuvor eine Höhlenburg am Platz der heutigen Felsenkirche (Idar-Oberstein) bewohnt haben. Erstmals erwähnt wurden sie im Jahr 1075. 1197 hatten ein Eberhard und sein Bruder Werner von Stein ihre Grundherrschaft dem Erzbischof Johann I. von Trier zu Lehen aufgetragen.  
1250 heiratete eine Gud(run) von Oberstein einen Wirich von Daun. Durch diese Einheirat kamen die Dauner nach Oberstein. Besitzstreitigkeiten zwischen den Herren von Oberstein und den Herren von Daun-Oberstein um die Burg Bosselstein führten um 1320 zur Erbauung der Burg Oberstein durch die Daun-Obersteiner, während die  Herren von Oberstein auf der Burg Bosselstein blieben.  
Später kam Oberstein durch Erbteilung an die Linie Daun-Falkenstein. Das Schloss Oberstein war bis 1624 ständige Residenz der Grafen von Daun-Oberstein-Falkenstein und danach Verwaltungssitz. 1667 verkaufte Wilhelm Wirich von Daun-Falkenstein die mittlerweile verarmte Grafschaft Falkenstein an Herzog Karl IV. von Lothringen; mit seinem Tod 1682 erlosch die Daun-Falkensteiner Linie. Fortan verblieb Schloss Oberstein unter verschiedenen Rechtsnachfolgern Sitz eines Amtmannes. 
1697, im Zuge des Pfälzischen Erbfolgekriegs, wurden von französischen Truppen die vier Rondelle durch Sprengung geschleift. 1855 wurde das Schloss durch Brand zerstört. Seit 1981 wird die Anlage ständig restauriert.

## Anlage
Die Schlossanlage bestand aus vier Ecktürmen, einer dreieckigen Kernanlage und einem Torhaus mit spätgotischem Erker. Das Torhaus war im Ursprung eine doppelstöckige Verteidigungskanzel die auch noch durch einen Fallschacht gesichert war. Ältester Teil ist ein trapezförmiger Bau mit einer Ecktourelle. Um diesen Baukörper herum gruppieren sich weitere Wohngebäude aus verschiedenen Erbauungszeiten. Die seit 1981 restaurierten Räume werden heute für festliche Anlässe genutzt.
Das Burgenpanorama ist in seiner landschaftlichen Dramatik in der Pfalz nur mit der Burg Rheingrafenstein und mit Steinkallenfels vergleichbar.

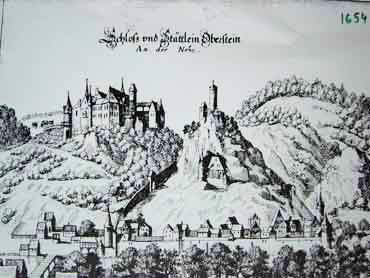
Oberstein mit den Burgruinen Oberstein und Bosselstein bei Matthäus Merian
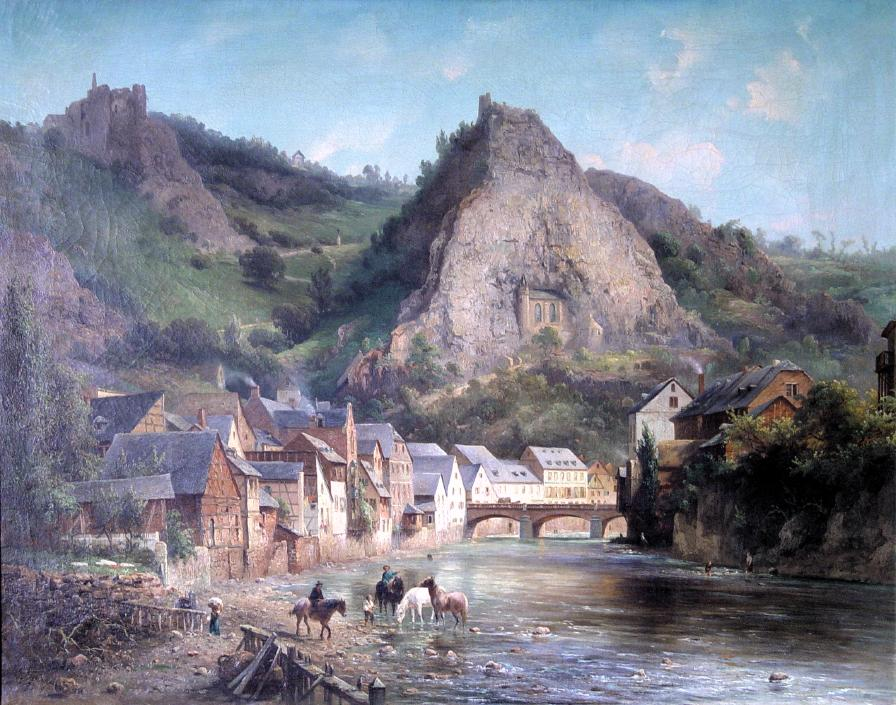
Die Burgen ca. 1875, Ölgemälde von van Prooyen
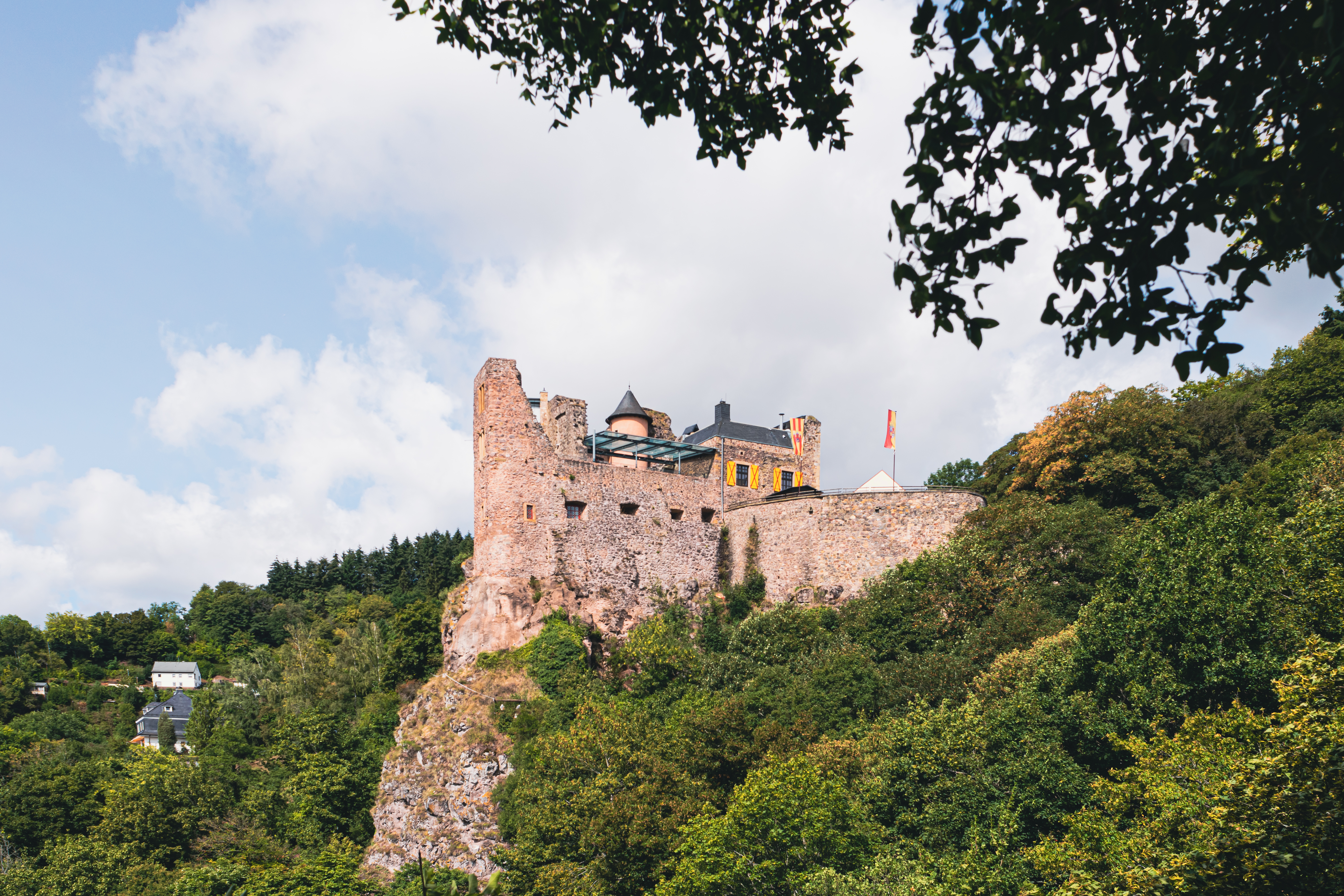
Oberstein (vom Bosselstein aus)